# Oberbillig

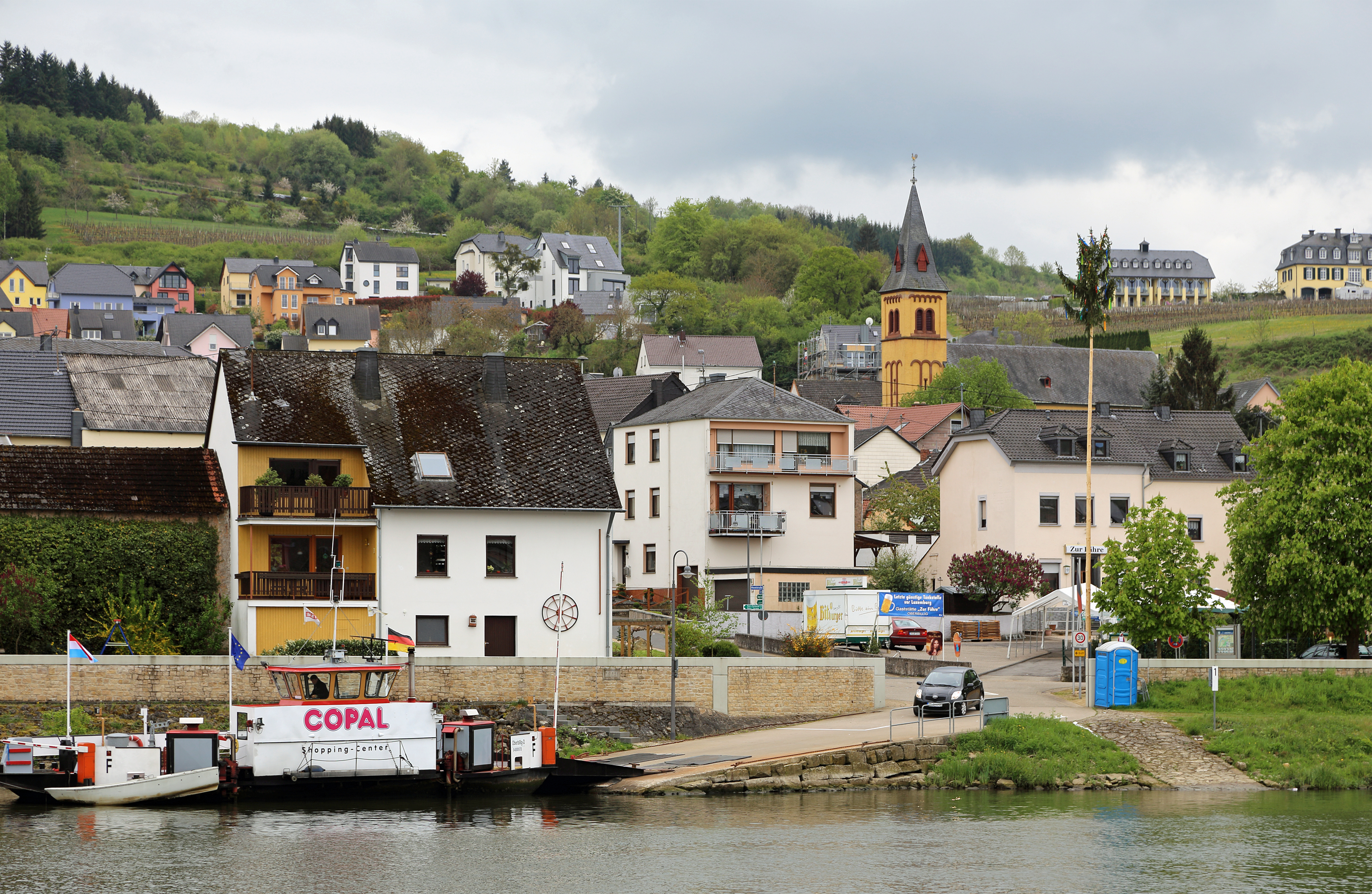
Oberbillig

Oberbillig is een plaats in de Duitse deelstaat Rijnland-Palts, en maakt deel uit van de Landkreis Trier-Saarburg.
Oberbillig telt 969 inwoners. Een veerpont verbindt Oberbillig met het Luxemburgse Wasserbillig op de andere oever van de Moezel.

## Bestuur
De plaats is een Ortsgemeinde en maakt deel uit van de Verbandsgemeinde Konz.